# David England (Leichtathlet)
David England (* 30. April 1942) ist ein ehemaliger britischer Sprinter.
1962 erreichte er bei den British Empire and Commonwealth Games in Perth über 220 Yards das Viertelfinale und gewann mit der walisischen 4-mal-110-Yards-Stafette Bronze.
1964 wurde er Walisischer Meister über 220 Yards.

## Persönliche Bestzeiten
- 100 Yards: 9,98 s, 1962
- 100 m: 10,9 s, 1961
- 220 Yards: 21,8 s, 1962 (entspricht 21,7 s über 200 m)